# Ка Джанніно
Ка Джанніно (італ. Cà Giannino) — село (італ. curazia) у державі Сан-Марино. Територіально належить до муніципалітету Доманьяно.